# Арденваст
Арденваст (фр. Hardinvast) насеље је и општина у северној Француској у региону Доња Нормандија, у департману Манш која припада префектури Шербур-Октевил.
По подацима из 2011. године у општини је живело 882 становника, а густина насељености је износила 120,82 становника/km². Општина се простире на површини од 7,3 km². Налази се на средњој надморској висини од 80 метара.

## Демографија
| 1962. | 1968. | 1975. | 1982. | 1990. | 1999. | 2011. |
| ----- | ----- | ----- | ----- | ----- | ----- | ----- |
| 381   | 412   | 541   | 687   | 746   | 805   | 882   |

График промене броја становника у току последњих година